# 43.º governo republicano (Portugal)
O 43.º governo da Primeira República Portuguesa nomeado a 1 de julho de 1925 e exonerado a 1 de agosto do mesmo ano, foi liderado por António Maria da Silva. Ficou conhecido como o Governo Bonzo ou dos Bonzos.
A sua constituição era a seguinte:
| Cargo                               | Detentor | Detentor                                          | Período                                  |
| ----------------------------------- | -------- | ------------------------------------------------- | ---------------------------------------- |
| Presidente do Ministério            |          | António Maria da Silva (1872–1950)                | 1 de julho de 1925 a 1 de agosto de 1925 |
| Ministro do Interior                |          | Germano Martins (1871–1950)                       | 1 de julho de 1925 a 1 de agosto de 1925 |
| Ministro da Justiça e dos Cultos    |          | Casimiro Monteiro (1861–1958)                     | 1 de julho de 1925 a 1 de agosto de 1925 |
| Ministro das Finanças               |          | Eduardo Alberto Lima Basto (1875–1942)            | 1 de julho de 1925 a 1 de agosto de 1925 |
| Ministro da Guerra                  |          | António Maria da Silva (1872–1950)                | 1 de julho de 1925 a 1 de agosto de 1925 |
| Ministro da Marinha                 |          | Fernando Augusto Pereira da Silva (1871–1943)     | 1 de julho de 1925 a 1 de agosto de 1925 |
| Ministro dos Negócios Estrangeiros  |          | Albano Portugal Durão (não empossado) (1871–1925) | 1 de julho de 1925 a 1 de agosto de 1925 |
| Ministro dos Negócios Estrangeiros  |          | António do Lago Cerqueira (interino) (1880–1945)  | 2 de julho de 1925 a 1 de agosto de 1925 |
| Ministro do Comércio e Comunicações |          | Manuel Gaspar de Lemos (1874–1967)                | 1 de julho de 1925 a 1 de agosto de 1925 |
| Ministro das Colónias               |          | Filémon Duarte de Almeida (1882–1962)             | 1 de julho de 1925 a 1 de agosto de 1925 |
| Ministro da Instrução Pública       |          | Eduardo Santos Silva (1879–1960)                  | 1 de julho de 1925 a 1 de agosto de 1925 |
| Ministro do Trabalho                |          | António do Lago Cerqueira (1880–1945)             | 1 de julho de 1925 a 1 de agosto de 1925 |
| Ministro da Agricultura             |          | António Alberto Torres Garcia (1889–1937)         | 1 de julho de 1925 a 1 de agosto de 1925 |